# Alessandro Gambino
Alessandro Gambino (Calosso, 25 luglio 1902 – ...) è stato un calciatore italiano, di ruolo mediano.

## Carriera
Ha esordito in Serie A con la maglia del Palermo il 18 settembre 1932 in Pro Vercelli-Palermo (0-2).